# Бикбулатова, Зайтуна Исламовна
Зайтуна Исламовна Бикбулатова (баш. Зәйтүнә Ислам ҡыҙы Бикбулатова; тат. Зәйтүнә Ислам кызы Бикбулатова, 1908—1992) — советская башкирская театральная актриса. Народная артистка СССР (1973). Лауреат Государственной премии РСФСР имени К. С. Станиславского (1967).

## Биография
Родилась 28 мая (10 июня) 1908 года в деревне Сафарово (ныне Чишминский район, Башкортостан). По национальности — татарка.
В 1930 году окончила театральное отделение Башкирского государственного техникума искусств в Уфе (ныне Уфимское училище искусств) по классу В. Г. Муртазина-Иманского и М. А. Магадеева.
C 1927 года и до конца жизни (исключая 1937—1942) — актриса Башкирского государственного театра драмы (с 1971 — имени М. Гафури) в Уфе.
На сцене дебютировала в 1927 году в роли Гульгайши в спектакле режиссёра В. Муртазина-Иманского «Башкирская свадьба» по мелодраме М. А. Бурангулова. В классическом репертуаре сыграла все ведущие роли в спектаклях по произведениям Шекспира, Л. де Веги, А. С. Пушкина, Н. В. Гоголя, А. Н. Островского и др. За долгие годы работы сыграла главные роли почти во всех пьесах М. Карима, А. К. Атнабаева, А. Х. Абдуллина и других крупных башкирских драматургов.
18 октября 1938 года была репрессирована по статье 58-12 УК РСФСР (укрывательство и пособничество всякого рода контрреволюционным преступлениям, приговор — ссылка сроком на два года). Полностью отбыла срок наказания, была реабилитирована лишь 5 мая 1989 года.
В 1961 — 1984 годах возглавляла Башкирское отделение Всероссийского театрального общества.
В 1944 году вступила в ВКП(б). Избиралась депутатом Верховного Совета БАССР шестого созыва от Янаульского избирательного округа № 240.
Скончалась 23 февраля 1992 года. Похоронена в Уфе на Магометанском кладбище.

### Семья
Муж — Макарим Магадеев (1901—1938), актёр, режиссёр (репрессирован).

## Награды и звания
- заслуженная артистка Башкирской АССР (1944)
- заслуженная артистка РСФСР (1947)
- народная артистка РСФСР (1955)
- народная артистка СССР (1973)
- Государственная премия РСФСР имени К. С. Станиславского (1967) — за исполнение роли Танкабике в спектакле «В ночь лунного затмения» М. Карима
- премия Башкирской АССР имени С. Юлаева (1976)
- два ордена Трудового Красного Знамени (1958 и 1960[3])
- орден «Знак Почёта» (1968)
- медали

## Роли в театре
- 1928 — «Башкирская свадьба» М. А. Бурангулова — Гульгайши
- «Овечий источник» Л. де Веги — Лауренсия
- «Отелло» Шекспира — Дездемона
- «Борис Годунов» А. С. Пушкина — Марина Мнишек
- «Молодая гвардия» по одноимённому роману А. А. Фадеева — Люба Шевцова
- «Бесприданница» А. Н. Островского — Лариса Дмитриевна Огудалова
- «Любовь Яровая» К. А. Тренёва — Панова
- «Таня» А. Н. Арбузова — Таня
- «Анна Каренина» по одноимённому роману Л. Н. Толстого — Анна Каренина
- «Живой труп» Л. Н. Толстого — Елизавета
- «Дядя Ваня» А. П. Чехова — Елена Андреевна
- «Филумена Мартурано» Э. де Филиппо — Филумена Мартурано
- «Коварство и любовь» Ф. Шиллера — Луиза
- «Разбойники» Ф. Шиллера — Амалия
- «Семья» И. Ф. Попова — Мария Александровна Ульянова
- «Буре навстречу» Р. Ф. Ишмуратова — Мария Александровна Ульянова
- «Салават. Семь сновидений сквозь явь» М. Карима — Екатерина II
- «Последняя жертва» А. Н. Островского — Юлия Павловна Тугина
- «Хакмар» С. М. Мифтахова — Айхылу
- «В ночь лунного затмения» М. Карима — Танкабике
- «Материнское поле» Ч. Т. Айтматова — Толгонай
- «Страна Айгуль» М. Карима — Зульхабира
- «Одинокая берёза» М. Карима — Зулейха
- «Свадьба продолжается» М. Карима — Гульшат
- «Неспетая песня» М. Карима — Мастура
- «Похищение девушки» М. Карима — Туктабика
- «И судьба — не судьба!» по повести М. Карима «Долгое-долгое детство» — Зулейха
- «Жёнушка» А. К. Мубарякова — Утлыбика
- «Седые волосы моей матери» А. М. Мирзагитова — Зейнаб
- «Матери ждут сыновей» А. М. Мирзагитова — Зейнаб
- «Мы не расстанемся» И. А. Абдуллина — Мухтарима
- «Глубокое дыхание» И. А. Абдуллина — Наиля
- «Песня жизни» М. Амира — Фатима
- «Зять профессора» Ш. Хусаинова — Катук Зайнап
- «Утерянные письма» Г. Г. Ахметшина — Зубейда
- «Битва» Кирея Мэргэна — Марьям
- «Легенда о любви» Н. Хикмета — Мехмене-Бану
- «Крест и стрела» по одноимённому роману А. Мальца — Берта Линг

## Память
- В Уфе, на доме № 1 по улице М. Фрунзе, в честь актрисы установлена мемориальная доска.
- Одна из улиц в селе Сафарово Чишминского района носит её имя.